# 国立武汉大学农学院
国立武汉大学农学院创办于1936年，因抗战爆发而并入国立中央大学，后于1946年恢复。中华人民共和国成立后，因院系调整而参与组建了华中农学院及南京工学院食品工业系。

## 历史沿革
- 1933年，国立武汉大学设农学院筹备处，叶雅各为主任。
- 1936年，农学院正式成立，叶雅各出任首任院长。下设农艺学系和农业简易班。
- 1937年，抗战爆发，农学院大楼暂时停建。
- 1938年4月，遵照教育部命令，并入国立中央大学农学院。
- 1946年10月，恢复农学院，叶雅各继任农学院院长和森林系主任。下设农艺学系和森林学系。
- 1948年，增设园艺系和农业化学系。附属农、林场达5500余亩。
- 1952年，由湖北农学院和武汉大学、中山大学等7所综合性大学的农学院组建成立华中农学院。农学院大楼改为水利学院大楼，后划为武汉水利学院行政楼。同年7月，武大园艺系与农化系的相关专业参与组建南京工学院食品工业系。

## 历任院长
- 院长 叶雅各 1936年-1938年
- 院长 叶雅各 1946年-1949年
- 院长 杨显东 1949年5月27日-1949年9月
- 院长 杨开道 1949年-1952年

## 著名校友

### 教师
- 涂治，1934至1935年任教，1955年选聘为中国科学院院士（学部委员）
- 李先闻，1935至1938年任教，1948年当选为中央研究院院士
- 李竟雄，1936至1938年任教，1980年当选为中国科学院院士（学部委员）
- 陈华癸，1947至1952年任教，参与筹建了农业化学系并兼主任，1980年当选为中国科学院院士（学部委员）
- 陈俊愉，1950至1952年任教，1997年当选为中国工程院院士
- 章文才，1950至1952年任教，园艺系主任、果树学教授。中国柑桔学科奠基人之一

### 学生
- 陈文新，1952年毕业于土化系，2001年当选为中国科学院院士
- 赵其国，1949年考入农艺学系，1991年当选为中国科学院院士（学部委员）
- 刘更另，1952年毕业于农业化学系，1994年当选为中国工程院首批院士
- 王明庥，1950年考入森林学系，1994年当选为中国工程院首批院士
- 范云六，1952年毕业于农业化学系，1997年当选为中国工程院院士

## 注
1. ↑  .   [2013-01-16]. （原始内容存档于2013-05-25）.